# 이규효
이규효(李圭孝, 1933년 5월 29일 ~ , 경남 고성)는 대한민국의 관료이다. 본관은 여주.
행정고시와 사법고시 양과에 합격한 뒤 관료로 근무했다. 1980년에 국가보위비상대책위원회 건설분과위원장을 지낸 것을 계기로 제5공화국에서 건설부 장관을 지냈다. 재임 중 평화의 댐 건설의 계기가 된 조선민주주의인민공화국의 금강산댐 건설 계획을 대국민성명으로 발표한 바 있다.

## 약력
- 1957년 : 서울대학교 법과대학 행정학과 졸
- 1958년 : 행정·사법고시 합격
- 1959년 : 내무부 사무관
- 1965년 : 서울 용산구청장
- 1968년 : 농림부 농정국장
- 1971년 : 중앙공무원교육원 연구발전차장
- 1972년 : 중앙공무원교육원 연구발전부장
- 1974년 : 건설부 주택도시국장·기획관리실장
- 1980년 : 국가보위비상대책위원회 건설분과위원장
- 1980년 : 건설부 차관
- 1982년 : 경상남도지사
- 1985년 : 내무부 차관
- 1986년 : 건설부 장관
- 1988년 : 민주정의당 창원지구당 위원장
- 1989년 : 변호사 개업
- 1990년 : 국립공원협회 회장

## 참고 자료
- 이규효(李圭孝) -  한국행정연구원
- “역대 정부부처 장차관 - 건설교통부”. 동아일보. 2007년 8월 9일에 원본 문서에서 보존된 문서. 2008년 3월 3일에 확인함.

| 전임 기천식 | 제13대 서울시 용산구청장 1965년 10월 5일 ~ 1966년 5월 14일 | 후임 홍석철 |

| 전임 최석원 | 제9대 건설부 차관 1980년 7월 15일 ~ 1982년 5월 24일 | 후임 서상철 |

| 전임 최종호 | 제21대 경상남도지사 1982년 5월 25일 ~ 1985년 2월 20일 | 후임 김주호 |

| 전임 김창식 | 제37대 내무부 차관 1985년 2월 19일 ~ 1986년 1월 9일 | 후임 이상희 |

| 전임 김성배 | 제18대 건설부 장관 1986년 1월 8일 ~ 1987년 12월 15일 | 후임 최동섭 |